# Východ

Východ je označen písmenem V

Východ je jedna ze čtyř hlavních světových stran. Latinské oriens znamená východ, oriri pozvednout se a sol oriens stoupající slunce, vzcházející slunce. Východ tak označuje stranu, na které vychází Slunce. Zkratkou je písmeno V nebo O z německého der Osten nebo E z anglického East.
Je zajímavé, že staré mapy nejsou orientovány na sever jako dnes, ale na východ (proto východ = orient) nebo na jih.

## Geografie
Protože se Země otáčí kolem své osy, je východ místem, na kterém vychází Slunce (viz také Orient). Východ je jednou z hlavních světových stran.
Používá se v navigaci a při zadávání souřadnic. Východní směr (90 stupňů) leží kolmo ke směru severnímu (0 stupňů) a jižnímu (180 stupňů). Slunce vychází přesně na východě v den jarní a podzimní rovnodennosti.

## Zajímavosti
Kostely jsou zpravidla orientovány ve směru západ–východ, tedy stavěny tak, aby presbytář s hlavním oltářem stál směrem na východ (průčelí s hlavním vchodem je na západ). Není to však striktní pravidlo, obzvláště v době baroka dávali někdy stavitelé přednost tomu, aby vyniklo průčelí, a podle toho stavbu orientovali.

## Pravopis a význam výrazu
Během studené války byly jako „Východ“ označovány státy východního bloku, které byly pod mocenským vlivem Sovětského svazu.